# EE JUMP
EE JUMP est un duo mixte de J-pop, actif entre 2000 et 2002, composé des deux idoles japonaises Sonim et Yuki Goto, jeune frère de Maki Goto alors populaire membre des Morning Musume également produites par Tsunku.

## Histoire
Le groupe débute en 2000 en tant que trio, avec Sonim (née le 10 mars 1983) au chant, Yuki (né le 10 juillet 1986) au rap, et Ken (né le 1er septembre 1987) à la dance, mais ce dernier quitte le groupe avant la sortie de son premier disque, EE JUMP continuant en duo. 
Fin 2001, après quatre singles, Yuki est provisoirement suspendu du groupe en punition pour son absentéisme, et Sonim figure donc seule sur le single suivant, sorti en tant que EE JUMP featuring Sonim, qui remporte un succès plus important que les précédents. Yuki est réintégré début 2002 pour un sixième single, mais il est renvoyé peu après à la suite de son arrestation dans un club pour adultes alors qu'il est toujours mineur, entrainant la dissolution du groupe et l'annulation de la sortie de leur premier album prévu pour mai 2002.
Sonim continue sa carrière en solo, reprenant quelques titres de l'album annulé dont les vocaux de Yuki ont été remplacés, jusqu'en 2005 où elle se consacre à une carrière d'actrice faute de succès. Yuki Goto, définitivement exclu du monde du show-bizness de par sa mauvaise conduite, est quant à lui de nouveau arrêté pour vol de métaux sur un chantier en 2007, et condamné à cinq ans et demi de prison, provoquant le départ de sa sœur Maki Goto du Hello! Project, probablement pour une question d'image.

## Discographie
Singles
- 2000.10.18 : Love Is Energy! (LOVE IS ENERGY!)
- 2001.01.24 : Hello! Atarashii Watashi (HELLO! 新しい私?)
- 2001.05.16 : Ottototto Natsu Da Ze! (おっととっと夏だぜ!?)
- 2001.08.29 : Ikina Rhythm! (イキナリズム!?)
- 2001.11.28 : Winter ~Samui Kisetsu no Monogatari~ (WINTER～寒い季節の物語～?) (par "EE JUMP featuring Sonim")
- 2002.03.06 : Seishun no Sunrise (青春のSUNRISE?)

Album
- 2002.05.09 : EE JUMP Collection 1 (sortie annulée)